# 황산 아연
황산 아연(Zinc sulfate)은 아연 결핍을 치료하기 위한 식이 보충제로서, 또 아연 결핍 환자가 고위험에 이르지 않도록 예방하기 위해 사용된다. 과도한 보충에 따른 부작용으로는 복통, 구토, 두통, 피로가 있다.